# Шане (Эн)
Шане́ (фр. Chanay) — коммуна во Франции, находится в регионе Рона — Альпы. Департамент — Эн. Входит в состав кантона Сесель. Округ коммуны — Белле.
Код INSEE коммуны — 01318.

## География
Коммуна расположена приблизительно в 410 км к юго-востоку от Парижа, в 80 км восточнее Лиона, в 50 км к юго-востоку от Бурк-ан-Бреса.
На востоке коммуны протекает река Рона. Большая часть территории коммуны покрыта лесами.

## Климат
Климат полуконтинентальный с холодной зимой и тёплым летом. Дожди бывают нечасто, в основном летом.

## Население
Население коммуны на 2010 год составляло 617 человек.
| 1962 | 1968 | 1975 | 1982 | 1990 | 1999 | 2010 |
| ---- | ---- | ---- | ---- | ---- | ---- | ---- |
| 499  | 472  | 464  | 426  | 410  | 573  | 617  |

## Администрация
| Период | Период | Мэр              | Партия | Примечания |
| ------ | ------ | ---------------- | ------ | ---------- |
| 1995   | 2008   | Альбер Монтаньяк |        |            |
| 2008   | 2020   | Анри Кальдеру    |        |            |

## Экономика
В 2010 году среди 383 человек трудоспособного возраста (15—64 лет) 257 были экономически активными, 126 — неактивными (показатель активности — 67,1 %, в 1999 году было 58,1 %). Из 257 активных жителей работали 237 человек (110 мужчин и 127 женщин), безработных было 20 (10 мужчин и 10 женщин). Среди 126 неактивных 77 человек были учениками или студентами, 27 — пенсионерами, 22 были неактивными по другим причинам.

## Достопримечательности
- Башня замка Дорш[фр.] (XII век). Исторический памятник с 1927 года.[4]

## Фотогалерея

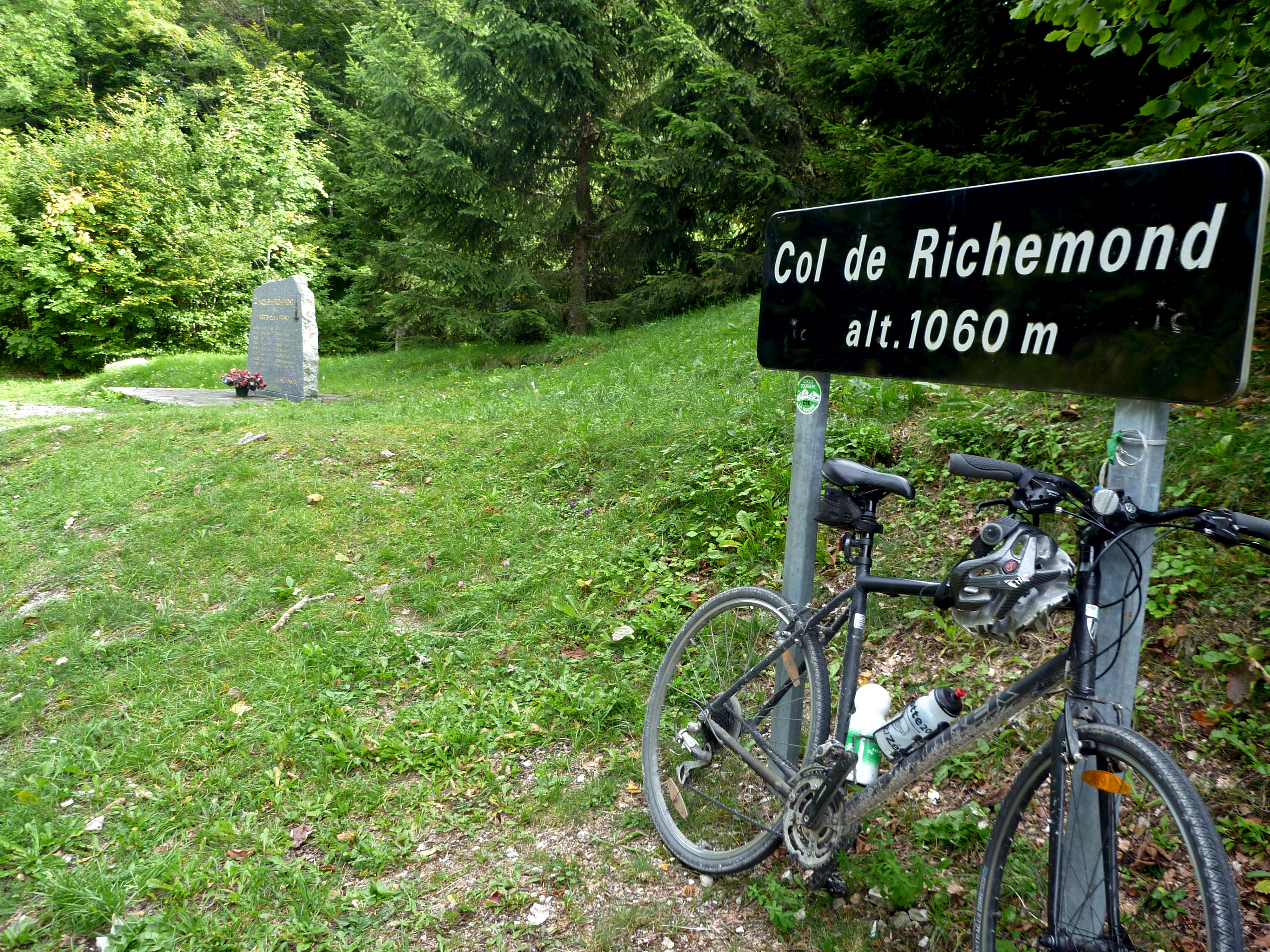
Перевал Ришмон
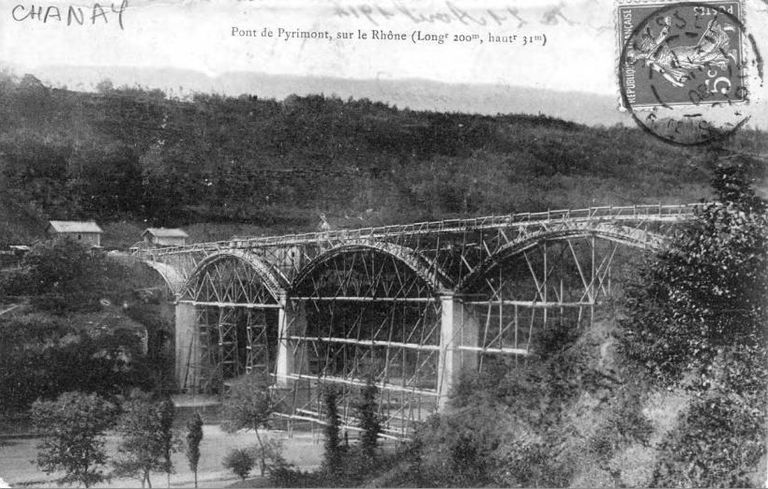
Первый мост Пиримон
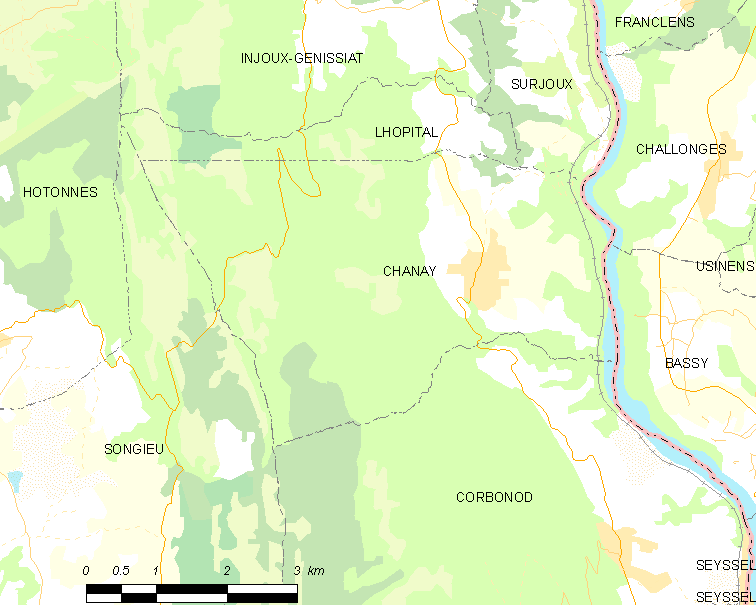
Карта коммуны